# Arthur Gardiner Butler
Arthur Gardiner Butler, född den 27 juni 1844 i Chelsea, London, död den 28 maj 1925 i Beckenham, Kent, var en brittisk araknolog, entomolog och ornitolog. Han arbetade på British Museum med taxonomin för fåglar, insekter och spindlar. Butler publicerade även artiklar om spindlar i Australien, Galápagosöarna och Madagaskar.